# Садковский сельсовет (Московская область)
Садковский сельсовет — упразднённая административно-территориальная единица, существовавшая на территории Московской губернии и Московской области до 1937 года.
Садковский сельсовет был образован в первые годы советской власти. По данным 1918 года он входил в состав Колыберовской волости Коломенского уезда Московской губернии.
По данным 1926 года в состав сельсовета входил 1 населённый пункт — местечко Садки.
В 1929 году Садковский с/с был отнесён к Воскресенскому району Коломенского округа Московской области.
27 декабря 1937 года Садковский с/с был упразднён, а его территория включена в состав новообразованного рабочего посёлка Хорлово.